# グランド・セフト・オート・リバティーシティ・ストーリーズ
『グランド・セフト・オート・リバティーシティ・ストーリーズ』（原題：Grand Theft Auto: Liberty City Stories）は2005年にアメリカのロックスター・ゲームス社からPSP用としてリリースされたオープンワールド型クライムアクションゲームである。略称は『GTA:LCS』または『LCS』。開発はロックスター・ノース。グランド・セフト・オートシリーズのスピンオフ作品の第2作目。メインタイトル3作目の『グランド・セフト・オートIII』（『III』）の前日譚にあたり、メインタイトルではないスピンオフ作品としては初となる。『III』の主要人物であるトニー・シプリアーニを主人公とし、1998年のリバティーシティを舞台に、帰郷間もないトニーがレオーネ・ファミリーの幹部に上り詰めた経緯を描く。
日本語版は2007年にカプコンより発売された（PSP版、PS2版）。CEROレーティングで「Z（18才以上のみ）」となり、これは本作が最初の指定であった。その後、2013年にPS3版（北米版）、2015年にiOS版、2016年にAndroid版がリリースされた。

## ストーリー
1998年、リバティーシティ。街の三大マフィアの1つレオーネ・ファミリーの構成員であるトニー・シプリアーニはとある殺人のために海外に高飛びし、4年を経て帰郷した。老練で狡猾なドン・サルバトーレは表向きはトニーの帰還を喜んで迎え入れるも、幹部にはせず、自身が信頼する幹部ヴィンチェンゾ・チリの下でしばらく働くように命じる。この処遇にトニーは不満を覚えるも、ヴィンチェンゾの下で仕事をこなし、やがて対立組織シンダッコ・ファミリーの構成員で、待遇に不満を持つJD・オトゥールと出会い、彼と組んでシンダッコの弱体化を図っていく。トニーの成功を妬むヴィンチェンゾは、彼を罠にはめて追い落としを計るが、見破ったトニーはヴィンチェンゾと袂を分かつ。直後にJDの情報でサルバトーレの危機を救ったトニーは重用されるようになり、ドンから直接仕事をもらう立場になる。
JDの協力でシンダッコの弱体化に成功すると、サルバトーレは約束通りとしてJDを組織の正構成員（メイドマン）にする。しかし、裏切り者は信用できないとして初めから殺すつもりであり、信頼する部下ミッキーにJDを殺させる。トニーはミッキーから死体の始末を命じられ、黙ってボスの決定を受け入れる。ますますボスからの覚えの良さに嫉妬したチリは、いよいよトニーの殺害を企てるも、トニーはこれを返り討ちにする。
やがて、本国シチリア・マフィアのアンダーボスであるマッシモ・トリーニが来訪する。ある一件から、トニーは彼がリバティーシティの三大マフィアであるレオーネ、フォレッリ、シンダッコの抗争を煽り、三者が弱体化したところで、街の権益を掻っ攫おうとしていることに気づく。そこでサルバトーレはマッシモが介入する隙もなく、早々に2つの組織を倒すことを決める。サルバトーレの命令でトニーは、フォレッリの後援を受けるホール市長を暗殺し、自分たちのファミリーの息がかかった実業家ドナルド・ラブの当選を画策する。しかし、フォレッリはトニーとラブの関係を暴き、スキャンダルによってラブは落選した上に破産する。結局、フォレッリの息のかかったマイルズ・オドノヴァンが新市長となり、彼の命令でサルバトーレはいくつかの容疑で逮捕される。
トニーは獄中のサルバトーレからの命令で、ファミリーの仕事を続け、シンダッコ・ファミリーのドンであるポーリーを暗殺する。また、破産したラブを助けるため、彼の依頼を受けて、その恩師である不動産王エイブリー・キャリントンを殺害し、都市の再開発計画を乗っ取る。加えてフォレッリの縄張りを爆破し、荒らしていく。またひょんなことからジャパニーズ・マフィアの内部抗争にも関わることになる。
一連のトニーの活躍によってフォレッリとシンダッコはもはや無力であり、レオーネがリバティーシティ最大のマフィアとなる。裁判を前に大金を積んで保釈されたサルバトーレは、市長選もマッシモが裏で手を引いていたと推測し、告訴を取り下げさせるため、オドノヴァンを脅迫しようとする。これを妨害するため市長を誘拐したマッシモの行方をトニーは追い、最終的にトニーはマッシモを殺害し、また市長を脅してサルバトーレに対する告訴を取り下げさせ、サルバトーレは完全に自由の身となる。
エピローグ、サルバトーレはトニーを連れて、マッシモのボスであり、また自身の叔父貴にもあたる、今回の黒幕であるシチリア・マフィアのドンと会合する。ドンはマッシモが独断でやったことだと嘯く。サルバトーレはリバティーシティにおける自身の権益を認めさせると、ドンがシチリアへ帰るのをあえて見逃す。最後にサルバトーレはトニーをカポ・レジームに任命し、忠誠と功績に報いる。

## 登場人物
日本語名は日本語版に準拠する。

### 主要人物
トニー・シプリアーニ（Antonio "Toni" Cipriani）
声 - ダニー・マストロジョルジオ
本作の主人公。レオーネ・ファミリーの構成員（アソシエイト）。『III』の主要人物。
マフィアギャングとして忠誠心が高く、機転の効くイタリア系の中年男性。リバティーシティの生まれだが、4年前に組織のために、ある大物を殺して海外に高飛びしていた。極度のマザコンであるがゆえに母親には頭が上がらず、しばしば彼女のヒステリックかつエキセントリックな言動に悩まされる。ドンであるサルバトーレや組織の命令に忠実で非道な仕事もやってのけるが、友人となったJDの死やマリアへの対処など良識を見せることも多い。
本作では『III』時点でサルバトーレの信任厚い幹部（カポ・レジーム）として登場したトニーがいかにして、その地位に上り詰めたのかの経緯が描かれている。
サルバトーレ・レオーネ（Salvatore Leone）
声 - フランク・ヴィンセント
レオーネ・ファミリーのボス（ドン）。通称ドン・レオーネ。『III』の主要人物（『SA』にも登場）。
大マフィアの長らしい落ち着いた老練な男。リバティーシティの覇権を巡って多くのマフィアやギャングと抗争し、勝つためには手段を選ばない。基本は泰然としているが、激怒した場合には少数精兵を率いて自ら敵陣に乗り込むといった度胸や豪胆さを見せることもある。また権謀術数にも長け用心深く、寛大に見えるようで内心では他人を信用していない。
本作では『III』時点でリバティーシティ最大のマフィアであった経緯が描かれている。本作開始時点では『SA』時代から続いて「レオーネ」「フォレッリ」「シンダッコ」の3勢力が鎬を削っている状態であり、さらに本国シチリア島の思惑にも難儀している。
ママ・シプリアーニ（Ma Cipriani）
声 - ソンドラ・ジェームズ
トニーの母親。イタリア料理の食堂の店主。『III』の登場人物。
苛烈な老婆で息子トニーに平然と暴力と罵声を浴びせる人物。幼少よりトニーを虐待して育てたために、彼のマザコン気質が生まれることになる。物語前半ではトニーが組織の下っ端であることに苛立ち、終いには暗殺者を仕向けまでするが、彼が正規の構成員（メイドマン）になると一人前の男と認める。異常な息子への仕打ちも、亡き夫のように立派且つ過酷なリバティーシティでも生き抜いていけるような人間になって欲しいからだという。

### レオーネ・ファミリーと協力者
サルバトーレ・レオーネ
レオーネ・ファミリーのボス。
→#主な登場人物
ヴィンチェンゾ・"ラッキー"・チリ（Vincenzo "Lucky" Cilli）
声 - ジョー・ロー・トルグリオ
レオーネ・ファミリーの幹部（カポ・レジーム）。
猜疑心の強い小男。その背丈からヴィニー（"Vinnie"）とも呼ばれる。サルバトーレからの信頼が厚い男で、将来的には相談役への昇格もありうると見られている人物。作中冒頭、サルバトーレの命令でトニーを預かるが、次々と任務に成功してサルバトーレに目を掛けられる彼を妬ましく思うようになる。最後は邪険に扱って危険な仕事をさせたことでトニーの方から縁を切られる。JDの粛清後に再登場し、サルバトーレの身の回りのことまで任せられるようになったトニーへの嫉妬心から殺害を企てるも、返り討ちに遭い死亡する。その死体はストートン島の教会の墓場に埋められる。
ミッキー・ハムフィスツ（Mickey Hamfists）
声 - クリス・タルディオ
レオーネ・ファミリーの幹部。『III』の登場人物。
口髭を生やした厳つい中年男性。組織の裏切者や邪魔者を殺害する役目を担う殺し屋であり、サルバトーレから絶大な信頼を受ける。本作ではJDの始末を担当し、その死体遺棄をトニーに命じる。
マリア（Maria）
声 - Fiona Gallagher
サルバトーレの妻。『III』の主要人物（『SA』にも登場）。
我儘かつ奔放に振る舞う若い美女。サルバトーレのトロフィーワイフであり、彼から娘のように甘やかされている。入った店で万引きを行うなど手癖が悪く、サルバトーレより彼女の世話を命じられたトニーを悩ます。また、ドラッグ好きでスジ悪い交友関係を持ち、その線でもトニーをトラブルに巻き込む。『III』の主人公に対するものと同様に、身の回りのトラブルを次々と解決していくトニーに惚れた素振りを見せる。
JD・オトゥール（Joseph Daniel "JD" O'Toole）
声 - グレッグ・ウィルソン
シンダッコ・ファミリーの構成員（アソシエイト）。本名ジョセフ・ダニエル・オトゥール。
大柄な体格の非イタリア系のアメリカ人。レッドライト地区にある組織が運営する店ポーリーズ・レビューバー（Paulie's Revue Bar）を任されている。どんなに功績を挙げても非イタリア系ゆえに組織の正構成員として認められないことに不満を持ち、ファミリーを裏切り、友人となったトニーを通してレオーネ・ファミリーに加担する。その働きでシンダッコ・ファミリーを弱体化させることに成功し、サルバトーレよりメイドマン（正構成員）に迎え入れられる。しかし、裏切者は信用できないとして始めから殺される予定であり、就任式で油断したところをサルバトーレに命じられたミッキーに殺害される。その死体の処理はトニーに任され、車ごと海に捨てられる（ストートン島の教会の墓場に墓標がある）。
ドナルド・ラブ（Donald Love）
声 - ウィル・ジャノウィッツ
ラブ・メディア社の社長。実業家。『III』の主要人物（『VC』にも登場）。
多くのメディア（特にラジオ局）を経営する大実業家。表向きは好人物として振る舞い、市民から慕われているが、本性は悪党で、自身が成り上がるためには手段を厭わない。また人肉愛好家（カニバリスト）であり、死体パーティーと称してその肉を食するシーンがある（特に本作ではエイブリーの死体を食べる）。
もともとレオーネ・ファミリーと友好関係にあり、ホール市長の暗殺後は自身の利益もあって市長選に立候補する。自身のメディアをフル活用する一方で、トニーに依頼して投票機械の破壊など、選挙妨害といった汚い手口も行う。最終的には対立候補のオドノヴァンを支援するフォレッリ・ファミリーにレオーネとの癒着をすっぱ抜かれ、このスキャンダルによって市長選に敗北した上に破産にまで追い込まれる。トニーに責任転嫁し、愛想を尽かされるも、再起のために恩師エイブリーを殺害して都市開発計画を盗む仕事を依頼する。これによって再起するものの、エイブリーの後ろ盾であったコロンビア・カルテルを怒らせることとなり、ほとぼりを冷ますために一時的に街を離れる。

### 敵対組織とその協力者
マッシモ・トリーニ（Massimo Torini）
声 - Duccio Faggella
本国シチリア・マフィアのアンダーボス。本作の最終的な敵。
黒スーツが特徴の強面の髭の男。形式上はリバティーシティの三大マフィアの親組織にあたるシチリア・マフィアの大幹部であり、抗争の調停役として街に来訪する。しかし、実は抗争を利用してリバティーシティの権益を乗っ取ろうと企む。このため、強大化していくレオーネに対し、フォレッリとシンダッコに裏で指示を与え、またプエルトリコ系ギャングやトライアドといった他勢力も操り、作中後半の出来事を裏から引き起こさせていた。
サルバトーレの策謀とトニーの活躍で目論見がすべて失敗に終わる中、ヘリコプターで奇襲を仕掛けるも、これを撃ち落とされ死亡する。
ポーリー・シンダッコ（Paulie Sindacco）
声 - Jeff Gurner
シンダッコ・ファミリーのボス（ドン）。
レオーネ・ファミリーに対抗する組織の長だが、本作序盤にJD・オトゥールの裏切りから、シマを荒らされ、弱体化する。そのため手打ちを申し出たが、サルバトーレの策謀によって遠隔操作自動車爆弾を仕掛けられ、面目を潰される。
作中終盤で再登場し、市長選に端を発するサルバトーレの窮地に乗じて、彼が逮捕されることに一役買う（後にはマッシモが黒幕であることがわかる）。その後、高速ボートで逃走を図るが、サルバトーレより報復の命令を受けたトニーによって暗殺される。
『SA』に登場したジョニー・シンダッコの父親である。
マイルズ・オドノヴァン市長（Mayor Miles O'Donovan）
声 - John Braden
市長選の立候補者（後に当選）。『III』にも登場する。
ホール市長の暗殺後の市長選に立候補したドナルド・ラブのライバル候補。ホールと同じく、フォレッリの息がかかった人物であり、彼らから支援を受ける。当初は追い込まれるものの、ラブのスキャンダルが決定打となって選挙戦に勝利する。そして市長になるとサルバトーレの逮捕に動く。
終盤において告訴の取り下げを狙うサルバトーレを妨害したいマッシモに誘拐される。マッシモ死亡後にトニーに脅迫され、レオーネ・ファミリーに従うことを誓う。
ロジャー・C・ホール市長（Mayor Roger C. Hole）
リバティーシティ市長。
スキャンダルに塗れた汚職政治家。市民から不人気であるがフォレッリの後援を受けており、現職にある。フォレッリの命令を受けてサルバトーレを逮捕させようとするも、逆にトニーによって暗殺される。これにより、ラブとオドノヴァンが戦う市長選が起こることとなる。
フランコ・フォレッリ（Franco Forelli）
フォレッリ・ファミリーのボス（ドン）。
劇中には直接登場しないが、フォレッリ・ファミリーの長として対レオーネの策謀を練る。終盤、トニーによってアジトが爆破され、生死不明となる。
レオーネの叔父貴（Uncle Leone）
シチリア・マフィアのドン。マッシモのボス。
エピローグに登場する杖をついた老人。本作の真の黒幕であったがすべて失敗し、サルバトーレに手を引くことを約束してリバティーシティを去る。別れ際に後のサルバトーレの破滅を予言するように「Every dog has his day」（「どんな犬にも幸運な日はある」という諺）と呟く。

### ヤクザ（ジャパニーズ・マフィア）
ストートン島を拠点とする日本出身の犯罪組織（ヤクザ）。幹部は『III』の主要人物であるアスカやケンジと同じ名字のカサイ（カセン）だが、血縁関係は不明である。なお、オリジナルはカセン（Kasen）であり、日本語版ではカサイである（『III』のアスカも同様である）。
トシコ・カサイ（Toshiko Kasen）
声 - Hana Moon
カズキ・カサイの妻。日本人。
日本出身の中年女性。夫カズキが組での出世のために自身と結婚し、愛されていないことに憎しみを持ち、トニーに夫のビジネスの妨害を依頼する。結果として自身の組織を引っ掻き回し、最後はカズキの殺害を依頼する。夫の死後は、トニーに別れを告げ、高層ビルより投身自殺する。
カズキ・カサイ（Kazuki Kasen）
声 - Keenan Shimizu
ヤクザの若頭。トシコの夫。日本人。
日本出身で、ストートン島のカジノを経営するヤクザの中年男性。日本刀を武器にする。妻トシコの差し金でトニーの妨害を受けるようになる。最終的に妻が黒幕と知って殺そうとするも、その前にトニーに襲われ死亡する。

### その他の登場人物
レオン・マカフリー（Leon McAffrey）
声 - Ron Orbach
リバティー市警（LCPD）の汚職刑事。『III』の登場人物。
ジャマイカ系ギャング「ヤーディーズ」と関係が深い人物。
レイ・マショウスキー（Ray Machowski）
声 - Peter Appel
リバティー市警（LCPD）の汚職刑事。レオンの部下。『III』の主要人物。
『III』ではヤクザとつるむ汚職刑事として登場する人物。本作時点ではまだ清廉な部分があり、犯罪者と関係を持とうとしているマカフリーに抗議し、躊躇する様子を見せる。
ネッド・バーナー（Ned Burner）
声 - Peter Bradbury
リバティーツリー紙の記者。
人脈は広く有力者とも繋がりがある辣腕記者。物語前半では特ダネを手に入れるために神父に化けて、トニーに悪事をさせる。物語後半において、ラブがトニーにキャリントンを殺害させたネタを掴むが、すぐにばれ、トニーに脅される。証拠の写真を渡すフリをしてスクーターで逃走を図るも、逃げられるトニーに殺される。その死体はラブの「死体パーティー」に提供される。
ジョヴァンニ・カーサ（Giovanni Casa）
声 - Joel Jones
イタリア料理食材店「Casa's Delicatessen」の店主。
大柄な体格のイタリア系の中年男性。リバティーシティで最も有名だと言われるイタリア料理食材店（イタリー・デリ）の経営者で、口がうまい。ママ・シプリアーニのシマで店をやっており、みかじめ料を払っているが、シチリア風ソーセージがママ好みであることから気に入られている。他方で、プライベートでは赤ちゃんプレイの趣味がある。
ママにあまりにも持ち上げられたたためにトニーの不興を買い、上記、赤ちゃんプレイの写真を公開される、という恥をかかされる。このためにみかじめ料の支払いを拒否したことで、ママの怒りを買い、見せしめとしてトニーに殺害され、その死体はソーセージにされる（その肉は後にラブに食される）。
ジェーン・ホッパー（Jane Hopper）
声 - Gordana Rashovich
労働組合のリーダー。
港湾労働者たちの女性リーダー。政治家から裏金をもらうためにフェリー労働者を焚き付けてストライキを起こさせる。しかし、サルバトーレの命を受けたトニーの脅迫を受け、運動を取りやめる。
エイブリー・キャリントン（Avery Carrington）
バイスシティの不動産王。ラブのビジネスの恩師。『VC』の主要人物。
テンガロンハットが特徴の初老のビジネスマン。地元ギャングを使った地上げなどあくどい手口で成功を収めてきた人物で、かつてはラブが付き人を務め、彼に仕事のやり方を教えこんだ恩師。リバティーシティの一等地を再開発して巨額の利益を得る計画を立て、そのためにバーナーに情報を流してホール市長の失脚を狙ったり、地元のコロンビア・カルテルと協力関係を築く。
市長選の失敗で破産し、再起を狙うラブに都市開発計画を目をつけられ、トニーに殺害される。その後、その死体は盗み出され、ラブがリバティーシティから脱出する飛行機の中で食される。
エイト・ボール（8 Ball）
声 - グル
爆弾屋。『III』の主要人物。
爆弾に精通した黒人男性。街の至る所で爆弾屋を経営している。ラブのミッションで爆発物の提供者として登場する。
ミゲール（Miguel）
声 - ジェイミー・ヘクター
コロンビア・カルテルのメンバー。『III』の主要人物。
レオーネ・ファミリーとの麻薬の受け渡し役の男。トニーとの取引中に警察に踏み込まれ、危機に陥る。死んだように見えるものの一命を取り留める。

## ゲームシステム

### 今作のゲームシステム
基本となるシステムは『VC』を承継しており、操作性などに関しては特に追加されたものはない。
『III』と共通する場所が多く見られタイムセッティングに合わせて手が加えられている。例えば『III』では既に建設されていた橋や地下トンネルがまだ建設中であったりする。車のデザインも異なり、バイクに乗ることも可能となっていたりする。しかし、ヘリコプターや飛行機などの空飛ぶ乗り物には一部の例外を除いて乗れなくなっている。
また、個々のミッションの難易度はシリーズの中でも高い方である。これまでPC版の特権であったカスタムサウンドトラックシステムが実装されているが、この機能を利用するためにはオフィシャルサイトからロックスター・カスタム・トラックをダウンロードし、音楽ファイルを変換する必要がある。
新しいライセンス曲がセットされているが『SA』ほど多くはない。
なお、海外版の旧版にはエクスプロイトが存在したが、SCE側が対応に苦慮したため、旧版の入手は困難となっている。
達成率が100%を果たしたときに出てくる「ご褒美」は今作にも存在する。

## マルチプレイ(PSP版のみ)
マルチモードのやり方は、『GTA:LCS』が入ったPSP（プレイヤー）が2機以上あれば、マルチプレイが可能（海外版『GTA:LCS』とのマルチプレイとのオンライン接続は不可）。
今作のマルチプレイでストーリー（本編）を複数人で進めることはできず、あくまで2人から6人まで遊べるオンライン対戦のみ。

## ラジオ局・サウンドトラック
また、世の中を騒がせるような、特定のミッション後にはそれに応じたニュース速報が流れる。

## モバイル版の特徴
- 刷新された高解像度テクスチャ、キャラクターアート
- リアルタイムのライティングおよび影の描写
- iPhone 6s、iPhone 6s Plus、iPad Proの60FPSゲームプレイ
- 描画距離の向上
- タッチ中心のゲームプレイ用に操作を再調整
- ロックスター・ゲームス社運営のSNS「ソーシャルクラブ」を通じたプラットフォームをまたぐクラウドセーブ機能に対応
- 複数の操作オプションで3D Touchに対応
- カスタムサウンドトラック対応*
- コントローラ対応
- iPad Proを含むネイティブRetinaディスプレイに対応

## 日本版『GTA:LCS』の規制ポイント
- 頭部が欠損しないようになった
- PS2版のみ血の色が薄くなっている
- 人を倒しても、お金が出ないように変更
- ヘッドショットをしても血が噴き出さない
- 車で人を引いた後のタイヤ痕の出血表現をカット
- 銃器を使用して一般人を害する行為を行うと指名手配度が上がるように変更
- 倒れている人に追い討ちができないように変更（バットやチェーンソーなどの武器のみ、坂道で追い討ち可能・銃器でも可能）
- 『殺戮ミッション』と呼ばれるサブミッションの数が、北米版が20個あるのに対し、日本版では13個と7個が削減されている（一般人を殺害する殺戮ミッションが全て削除されている）
- 日本語字幕が追加された
- 地名などが日本語表記になった

以下はミッションごとの細かい変更点
- ミッション「The Made Man」での車から血が滴り落ちる表現のカット
- サブミッション「Slash TV」で標的が人間(精神異常者)からクリーチャーという設定に変更
- ミッション「Karmageddon」では市民を倒してもボーナスが得られないように変更
- ミッション「Love & Bullets」でのムービー中の運転手のヘッドショット表現の修正（欠損表現がある）

ドイツ語版は日本語版と同じくこれらの変更が行われている。
なお、iOS版ではこれらの規制は取り払われた。